# Muzułmańska Gmina Wyznaniowa w Poznaniu
Muzułmańska Gmina Wyznaniowa w Poznaniu – muzułmańska jednostka organizacyjna z siedzibą w Poznaniu, wchodząca w skład Muzułmańskiego Związku Religijnego.
Gmina posiada własny dom modlitwy, w którym modlitwy odbywają się w każdy piątek i święta. 

## Adres gminy[2][4][5]
60-650 Poznań
ul. Obornicka 227